# Dischistocalyx
Dischistocalyx, biljni rod iz porodice primogovki smješten u podtribus Ruelliinae, dio tribusa Ruellieae, potporodica Acanthoideae. Postoji 12 afričkih vrsta u zapadnoj tropskoj Africi i južnoj Nigeriji Opisan je u Genera Plantarum 2: 1080. 1876. 

## Vrste
1. Dischistocalyx alternifolius Champl. & Lejoly
2. Dischistocalyx champluvieranus Lejoly & Lisowski
3. Dischistocalyx epiphytica Lindau
4. Dischistocalyx grandifolius C.B.Clarke
5. Dischistocalyx hirsutus C.B.Clarke
6. Dischistocalyx klainei Benoist
7. Dischistocalyx lithicola Champl. & Ngok
8. Dischistocalyx minimus Champl. & Senterre
9. Dischistocalyx obanensis S.Moore
10. Dischistocalyx rivularis Bremek.
11. Dischistocalyx strobilinus C.B.Clarke
12. Dischistocalyx thunbergiiflora (T.Anderson) T.Anderson ex B.D.Jacks.

## Rasprostranjenost
Tropska Afrika.